# Elohista forrás

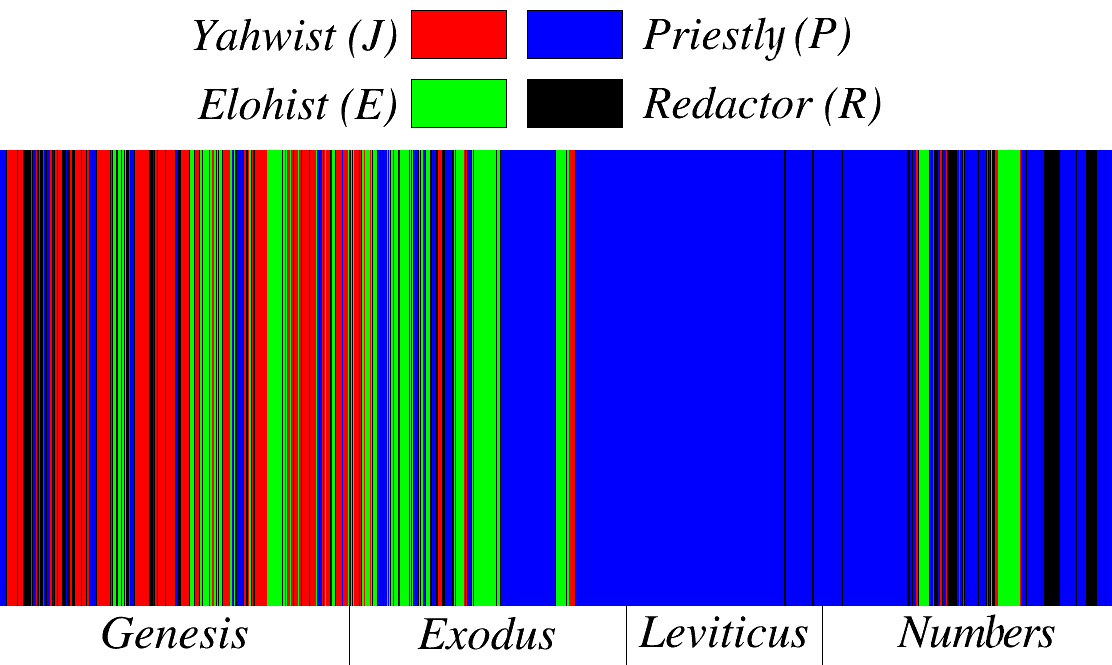
A Tóra elbeszélő forrásai

Az elohista forrás a Tóra alapjául szolgáló feltételezett négy forrásdokumentum egyike. A jahvista forráshoz hasonlóan egyértelmű elkülönítése a 18. századi bibliakritika érdeme. Azért nevezték így, mert az Elohim szót az izraelita Istenre általánosan használja (szemben a JHVH-val).
Az eredetileg szájhagyomány útján továbbadott mózesi történeteket valószínűleg a Kr. e. 10. századtól jegyezték le. A mai bibliatudósok egyetértenek a források szétválaszthatóságában, de még mindig vitatják, hogyan használták fel ezeket a forrásokat a Biblia első öt könyvének megírásához.

## Jellemzői
Ismertető jegyei közül legfontosabb a didaktikus és teológiai beállítottság, amely vallásos színezetűvé formálja még a jahvista forrás természetes, reális nemzeti büszkeségét is; ez az elóhista forrásban mint Isten és a kiválasztott nép kapcsolata jelentkezik. Istenképzete elvontabb, Elóhim nála az emberektől távoli, égi lény, aki csak szavai által érintkezik az emberekkel, például Jákóbbal az égi létra látomásban (Teremtés könyve 28:10-12). Teológiai megfontolásból a hagyomány történeteit is átformálta, például Jákób furfangja, amellyel nyáját megszaporította, nála Elóhim közvetlen beavatkozása lesz (Teremtés 31:2-16). Kisebb külső sajátságai: a kinyilatkoztatás hegyét Hórebnek nevezi, az ország héberek előtti lakóit amoritáknak, stb. Szerzője minden bizonnyal északon, az Efraim törzs területén működött, valamivel később, mint az általa már ismert jahvista forrás szerzője, körülbelül a Kr. e. 9. század közepén.
Jelentősebb, önálló elbeszélései:
- Izsák feláldozása, az emberáldozat megszűntének héber mítosza (Teremtés 22);
- József álomfejtése a börtönben (Teremtés 40:1-23) és a fáraó előtt (Teremtés 41:1-30);
- A Tízparancsolat (Kivonulás könyve 20);
- Az aranyborjú (Kivonulás 32:1-16),

Ezeken kívül a jahvista forrás számos történetéhez elbeszélés-variánsok.